# Carl Schoy
Carl Schoy   (Bittelschieß, 7 d'abril de 1877 - Frankfurt del Main, 6 de desembre de 1925) va ser un matemàtic i historiador de les matemàtiques alemany.

## Vida i obra
Schoy va estudiar a l'escola de mestres de Meersburg al llac de Constança amb la intenció de ser mestre d'escola com el seu pare. A l'escola va demostrar un notable talent per la geografia i per la música. El 1901 va ingressar a la universitat de Múnic per estudiar matemàtiques i astronomia. El 1906 va obtenir el títol de professor de matemàtiques de secundària. A continuació va ser professor de secundària a diverses localitats, sobre tot a Essen. El 1911 va obtenir el doctorat per una tesi sobre el desenvolupament històric de la determinació del pols.
Durant la Primera Guerra Mundial va aprofitar per millorar els seus coneixements d'àrab i persa amb l'orientalista de la universitat de Tubinga C.F. Seybold. Entre 1919 i 1921 va ser professor de la universitat de Bonn. El 1925 va ser nomenat professor d'història de l'astronomia i les matemàtiques orientals a la universitat de Frankfurt però va morir poc després d'una malaltia gastrointestinal que havia arrossegat durant molt de temps.
Schoy va ser un dels pioners en l'estudi i l'edició de les fonts de l'astronomia i la trigonometria de l'edat d'or de l'islam. Va ser el redescobridor d'Al-Biruní i va trobar un tractat en àrab, fins aleshores desconegut, d'Arquimedes.